# Thysanoplusia intermixta
Thysanoplusia intermixta är en fjärilsart som beskrevs av W. Warren 1913. Thysanoplusia intermixta ingår i släktet Thysanoplusia och familjen nattflyn. Inga underarter finns listade i Catalogue of Life.